# 咸宁号导弹护卫舰
“咸宁”号导弹护卫舰（舷号500）简称“咸宁”舰，是中国人民解放军海军054A型导弹护卫舰28号舰，舰名取自湖北省咸宁市。也是第三艘以“咸宁”为名的军舰。该舰可单独或者协同海军其他兵力攻击敌水面舰艇及潜艇，具有较强的远程警戒和防空作战能力。安阳舰由沪东中华造船厂建造，2017年9月22日下水，其入列命名授旗仪式于2018年8月28日在浙江省舟山市某军港举行，服役于南部战区海军驱逐舰第九支队。